# André-Pierre Gignac
André-Pierre Christian Gignac (* 5. Dezember 1985 in Martigues) ist ein französischer Fußballspieler. Seit Sommer 2015 spielt der Stürmer bei den UANL Tigres in Mexiko. Seit 2019 besitzt er ebenfalls die mexikanische Staatsangehörigkeit.

## Karriere

### Verein
Der Angreifer, der zur kleinen Gruppe von Profifußballern mit Roma-Hintergrund gehört und dessen Cousin Jacques Abardonado ebenfalls in diesem Metier tätig ist, spielte als Jugendlicher zunächst für ES Fos-sur-Mer, den FC Martigues und den FC Lorient, bei dem er 2004 in die Ligamannschaft aufrückte. Sein Profidebüt gab Gignac in der Ligue 2, als er am 13. August 2004 beim Stand von 1:1 gegen LB Châteauroux in der 78. Minute eingewechselt wurde und kurz darauf den 2:1-Siegtreffer erzielte. Zum Ende der Saison stieg die Mannschaft in die Ligue 1 auf. Gignac allerdings wurde zur Winterpause an den Drittligisten FC Pau ausgeliehen, um Spielpraxis zu gewinnen. Dort spielte er regelmäßig und erzielt acht Treffer in 18 Partien. Nach seiner Rückkehr zu Lorient schaffte er in der Saison 2006/07 den Durchbruch und war bester Schütze seiner Mannschaft. Im Sommer 2007 wechselte der Angreifer vom FC Lorient zum Ligakonkurrenten FC Toulouse. Nach einer durchschnittlichen ersten Spielzeit, schaffte Gignac in der Saison 2008/09 auch dort den Durchbruch, erzielte 24 von 45 Toren seiner Mannschaft und wurde mit deutlichem Vorsprung Torschützenkönig der höchsten französischen Spielklasse. Damit verhalf er seinem Team zu Platz vier in der Meisterschaft. Zudem wurde er in dieser Saison mit der Étoile d’Or als bester Feldspieler der Ligue 1 ausgezeichnet. Trotz des Interesses mehrerer Vereine an seiner Verpflichtung verlängerte er seinen Vertrag bei Toulouse bis zum 30. Juni 2012. Im August 2010 verließ er den FC Toulouse in Richtung Olympique Marseille. Beim französischen Meister unterzeichnete der Stürmer einen Vertrag über fünf Jahre. Die Ablösesumme lag bei 16 Millionen Euro.
Am 18. Juni 2015 wurde sein Wechsel zum mexikanischen Verein UANL Tigres vermeldet. Der Erstligist aus der Agglomeration Monterrey hat Gignac für vier Jahre unter Vertrag genommen; der Franzose soll dort jährlich gut vier Millionen Euro netto verdienen. Im ersten Jahr erzielte er 24 Tore für seinen neuen Verein und wurde mexikanischer Landesmeister.

### Nationalmannschaft
Im März 2009 wurde André-Pierre Gignac erstmals für ein Länderspiel der französischen Nationalmannschaft nominiert. Wegen einer Verletzung musste er aber auf das Qualifikationsspiel für die WM 2010 im Hinspiel gegen Litauen verzichten. Vier Tage später, am 1. April, war er im Rückspiel allerdings wieder fit und wartete auf seinen ersten Einsatz. Die Chance dafür erhielt der Angreifer, als er in der 68. Minute für Péguy Luyindula eingewechselt wurde. Seinen ersten Treffer für die Équipe tricolore erzielte Gignac am 13. August 2009 beim 1:0-Erfolg gegen die Färöer-Inseln. Außerdem wurde er für die Weltmeisterschaft 2010 nominiert.
Bei der Europameisterschaft 2016 im eigenen Land wurde er in das französische Aufgebot aufgenommen. Er war Ergänzungsspieler und kam in 5 der 7 Turnierpartien erst in der Schlussviertelstunde zum Einsatz. Nur im letzten Spiel der Gruppenphase, als einige Spieler geschont wurden, spielte er über die volle Spielzeit. Auch im Finale gegen Portugal wurde er eingewechselt und traf in der Nachspielzeit den Pfosten des portugiesischen Tores. Das Spiel ging in die Verlängerung und endete mit 1:0 für die Portugiesen.
Fünf Jahre später überraschte der Trainer der Olympiaauswahl, Sylvain Ripoll, die Öffentlichkeit mit Gignacs Nominierung in den Kader für das Fußballturnier der Olympischen Sommerspiele 2020 in Japan.

## Erfolge
Verein
- CONCACAF Champions League: 2020[7]
- Mexikanischer Meister: Apertura 2015, Apertura 2016, Apertura 2017, Clausura 2019
- Coupe de la Ligue: 2011, 2012
- Französischer Fußball-Supercup: 2011

Nationalmannschaft
- Vize-Europameister: 2016

Persönliche Auszeichnungen
- Torschützenkönig der Ligue 1: 2009
- Étoile d’Or als bester Feldspieler in der Ligue 1: 2009
- Silberner Ball und Torschützenkönig der FIFA-Klub-Weltmeisterschaft 2020
- Spieler des Monats der Ligue 1 (3): September 2008, März 2009 und September 2014